# Nemoria defectiva
Nemoria defectiva là một loài bướm đêm trong họ Geometridae.